# Элисо (фильм)
«Элисо́» (груз. ელისო) — немой фильм, снятый режиссёром Николаем Шенгелая по мотивам одноименного рассказа Александра Казбеги в 1928 году.

## Сюжет
XIX век. Для укрепления своей власти на Кавказе русское правительство собирается выселить чеченцев за пределы Российской империи. Казачий атаман обманным путём добивается от неграмотных жителей подачи прошения о переселении в Турцию, выдавая за таковое просьбу к генерал-губернатору от мусульман горного аула Верди о разрешении остаться на своей земле. Дочь старшины аула Элисо влюбляется в хевсура Важию, который является христианином. Он добивается упразднения указа об изгнании чеченцев, но его героические усилия спасти аул оказываются тщетными. Жители уже изгнаны из домов и покидают аул. Важиа, как гяур, не имеет права уйти с ними из обжитых мест. Элисо не может смириться с участью изгнанницы, она пробирается ночью в аул, в котором уже расквартировались казаки, и поджигает его.

## Съёмочная группа
- Режиссёр — Николай Шенгелая
- Сценаристы — Сергей Третьяков, Николай Шенгелая
- Оператор — Владимир Кереселидзе
- Художники — Дмитрий Шеварднадзе

## В ролях
- Кира Андроникашвили — Элисо
- Александр Имедашвили — Астамир, старшина
- Кохта Каралашвили — Важиа, хевсур
- Александр Жоржолиани — генерал
- Цецилия Цуцунава — Зазубико
- Илья Мампория
- К. Гурьянов
- И. Галкин

## Озвучивание
Озвучен музыкой в 1935 году, режиссёр озвучивания — Василий Доленко, автор музыки — Иона Туския.

## Технические данные
- Ч/б, немой.

## Награды
- 1941 — Сталинская премия второй степени — Николаю Шенгелая за фильмы «Элисо» (1928) и «Золотистая долина» (1937)